# Filmographie de Georges Méliès
Pour un article plus général, voir Georges Méliès.
 (août 2025).

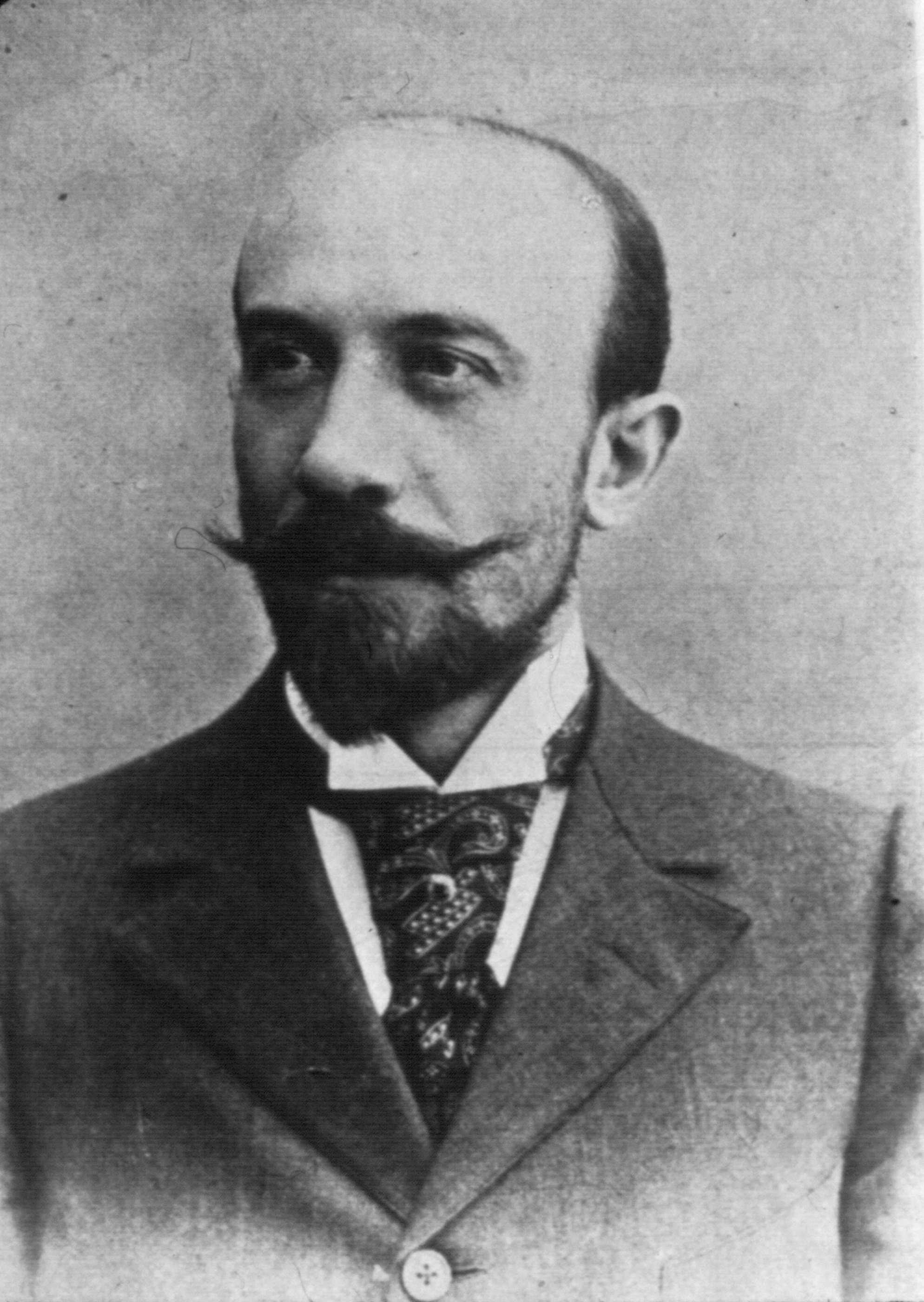
Portrait de Georges Méliès (1861-1938)

Cet article recense la filmographie de Georges Méliès (1861-1938), produite et diffusée par sa société Star Film créée à cet effet.

## Années 1890

### 1896
- Une partie de cartes (premier film de Méliès)
- Arrivée d'un train gare de Joinville
- Arrivée d'un train gare de Vincennes (perdu)
- L'Arroseur (perdu)
- Baignade en mer (perdu)
- Barque sortant du port de Trouville (perdu)
- Bateau-mouche sur la Seine (perdu)
- Batteuse à vapeur (perdu)
- Bébé et Fillettes (perdu)
- Le Bivouac (perdu)
- Les Blanchisseuses (perdu)
- Bois de Boulogne (perdu)
- Boulevard des Italiens (perdu)
- Campement de bohémiens (perdu)
- Le Cauchemar
- Les Chevaux de bois (perdu)
- Chicot, dentiste américain (perdu)
- Le Chiffonnier (perdu)
- Cortège du tsar allant à Versailles (perdu)
- Cortège du tsar au bois de Boulogne (perdu)
- Le Couronnement de la rosière (perdu)
- Danse serpentine[Information douteuse] (perdu)
- Le Déchargement de bateaux (perdu)
- Défense d'afficher
- Départ des automobiles (perdu)
- Départ des officiers (perdu)
- Dessinateur : Chamberlain (perdu)
- Dessinateur express (perdu)
- Dessinateur : Reine Victoria (perdu)
- Dessinateur : Von Bismarck (perdu)
- Dix chapeaux en 60 secondes (perdu)
- Effets de mer sur les rochers (perdu)
- Enfants jouant sur la plage (perdu)
- Escamotage d'une dame au théâtre Robert-Houdin
- Le Fakir, mystère indien (perdu)
- Les Forgerons (perdu)
- La Gare Saint-Lazare (perdu)
- Grandes Manœuvres (perdu)
- Les Haleurs de bateaux (perdu)
- L'Hôtel empoisonné (perdu)
- Les Indiscrets (perdu)
- Les Ivrognes (perdu)
- Le Manoir du diable (en partie perdu)
- Place de la Concorde (perdu)
- Séance de prestidigitation
- Une nuit terrible
- La Voiture du potier (perdu)
- Un petit diable (perdu)

### 1897
- Après le bal
- L'Auberge ensorcelée
- Le Château hanté
- Entre Calais et Douvres
- La Prise de Tournavos
- Combat naval en Grèce
- Bombardement d'une maison
- Sur les toits
- L'Hallucination de l'alchimiste
- Faust et Marguerite

### 1898
- La Damnation de Faust (en partie perdu)
- La Guerre de Cuba et l'Explosion du Maine à La Havane
- Guillaume Tell et le Clown
- Illusions fantasmagoriques
- La Lune à un mètre
- Le Magicien
- Panorama pris d'un train en marche
- Pygmalion et Galathée
- La Tentation de saint Antoine
- Un homme de têtes
- La Caverne maudite
- Les Rayons X

### 1899
- L'Affaire Dreyfus
- Cléopâtre
- Le Coucher de la mariée
- Le Diable au couvent
- Le Portrait mystérieux
- Cendrillon
- L'Impressionniste fin de siècle

## Années 1900

### 1900
- L'Artiste et le Mannequin
- Avenue des Champs-Élysées et le Petit Palais
- Coppelia : La Poupée animée
- Le Déshabillage impossible
- Les Deux Aveugles
- L'Exposition de 1900
- Farce de marmiton
- Fatale Méprise
- Le Fou assassin
- Gens qui pleurent et Gens qui rient
- Jeanne d'Arc
- L'Homme orchestre
- L'Illusionniste double et la Tête vivante
- Les Infortunes d'un explorateur
- Le Livre magique
- Le Malade hydrophobe
- Les Miracles de Brahmane
- Ne bougeons plus
- Nouvelles luttes extravagantes
- Palais étrangers
- Panorama circulaire
- Panorama pris du trottoir roulant Champ de Mars
- Pavillon des armées de terre et de mer
- Porte monumentale (perdu)
- Le Prisonnier récalcitrant
- Le Repas fantastique
- Le Rêve du radjah ou la Forêt enchantée
- La Rue des nations (perdu)
- Le Savant et le Chimpanzé
- Les Sept Péchés capitaux (perdu)
- Le Songe d'or de l'avare
- Le Sorcier, le Prince et le Bon Génie
- Spiritisme abracadabrant
- The Unexpected Bath
- Tom Whisky ou l'Illusioniste toqué
- Le Tonneau des danaïdes
- Les Trois Bacchantes
- Un intrus dans la loge des figurantes
- Vengeance du gâte-sauce
- Vieux Paris
- Les Visiteurs sur le trottoir roulant
- Vue de remerciements au public
- Vue panoramique prise de la Seine

### 1901
- Le Rêve de Noël
- L'Antre des esprits
- Barbe-Bleue
- Bouquet d'illusions
- Le Chapeau à surprises
- Le Charlatan
- Le Chevalier démontable et le Général Boum
- Chez la sorcière
- Le Chimiste repopulateur
- La Chirurgie de l'avenir
- La Chrysalide et le Papillon d'or
- Congrès des nations en Chine
- Dislocation mystérieuse
- L'École infernale
- Excelsior !
- La Fontaine sacrée ou la Vengeance de Boudha
- Guguste et Belzebuth
- Le Diable géant ou le Miracle de la madonne
- L'Homme à la tête en caoutchouc
- L'Homme aux cent trucs
- La Libellule
- La Maison tranquille
- Mésaventures d'un aéronaute
- L'Omnibus des toqués blancs et noirs
- Le Petit Chaperon rouge
- La Phrénologie burlesque
- Les Piqueurs de fûts
- Le Réveil d'un monsieur pressé
- Le Temple de la magie
- La Tour maudite
- Une mauvaise plaisanterie
- Une noce au village
- Nain et Géant

### 1902
- L'Armoire des frères Davenport
- Les Aventures de Robinson Crusoé
- Le Bataillon élastique
- La Catastrophe du ballon « Le Pax »
- La Clownesse fantôme
- Le Couronnement du roi Édouard VII
- La Danseuse microscopique
- La Douche du colonel oules Gaîtés de la caserne
- L'Équilibre impossible
- Éruption volcanique à la Martinique
- La Femme volante
- L'Homme mouche
- L'Œuf du sorcier ou l'Œuf magique prolifique
- Le Pochard et l'Inventeur
- La Rêve du paria
- The Coronation of Edward VII
- The Eruption of Mt. Pelee
- Les Trésors de Satan
- Une indigestion
- Le Voyage dans la Lune
- Le Voyage de Gulliver à Lilliput et chez les géants

### 1903
- L'Auberge du bon repos
- Bob Kick, l'enfant terrible
- La Boîte à malice
- Le Cake-walk infernal
- Le Chaudron infernal
- La Corbeille enchantée
- L'Enchanteur Alcofrisbas
- Extraordinary Adventures
- Fantaisie égyptienne
- Faust aux enfers
- Les Filles du diable
- La Flamme merveilleuse
- La Guirlande merveilleuse
- Illusions funambulesques
- Jacques et Jim
- La Lanterne magique
- Le Mélomane
- Le Monstre
- Les Mousquetaires de la reine
- L'Oracle de Delphes
- Le Parapluie fantastique
- Le Portrait spirituel
- Le Puits fantastique
- Le Rêve du maître de ballet
- Le Revenant
- Le Royaume des fées
- Le Sorcier
- La Statue animée
- Tom Tight et Dum-Dum
- Le Tonnerre de Jupiter
- Un malheur n'arrive jamais seul

### 1904
- Les Apaches
- Les Apparitions fugitives
- Au clair de la lune ou Pierrot malheureux
- Le Barbier de Séville
- Benvenuto Cellini ou Une curieuse évasion
- Le Bourreau turc
- Le Cadre aux surprises
- Les Cartes vivantes
- La Cascade de feu
- Le Coffre enchanté
- Les Costumes animés
- La Dame fantôme
- Damnation du docteur Faust
- Le Dîner impossible
- La Fête au père Mathieu
- Le Joyeux Prophète russe
- Mariage par correspondance
- Match de prestidigitation
- Le Merveilleux Éventail vivant
- Les Mésaventures de M. Boit-sans-soif
- La Planche du diable
- La Providence de Notre-Dame des flots
- Le Rêve de l'horloger
- Le Roi du maquillage
- Le Rosier miraculeux
- La Sirène
- Siva l'invisible
- Sorcellerie culinaire
- Le Thaumaturge chinois
- Les Transmutations imperceptibles
- Un miracle sous l'inquisition
- Un peu de feu SVP
- Un prêté pour un rendu ou Une bonne farce avec ma tête
- Une bonne surprise
- Le Juif errant
- Le Voyage à travers l'impossible

### 1905
- À president-elect Roosevelt
- L'Ange de Noël
- Le Baquet de Mesmer

- Le Cauchemar du pêcheur

- La Chaise à porteur enchantée
- Le Chevalier démontable
- Les Chevaliers du chloroforme
- Le Compositeur toqué
- Les Derniers Moments d'Anne de Boleyn
- Le Diable noir
- La Grotte aux surprises
- L'Île de Calypso ou  Ulysse et le Géant Polyphème
- La Légende de Rip Van Winkle
- Le Menuet lilliputien
- Le Palais des mille et une nuits
- Le Peintre Barbouillard et le Tableau diabolique
- Le Phénix
- Le Raid Paris-Monte Carlo en deux heures
- Le Roi des tireurs
- Le Système du docteur Souflamort
- Le Tripot clandestin
- Un feu d'artifice improvisé
- Une mésaventure de Shylock

### 1906
- Les Affiches en goguette
- Alchimiste Parafaragaramus ou la Cornue infernale
- L'Anarchie chez Guignol
- Les Bulles de savon animées
- La Cardeuse de matelas
- Le Dirigeable fantastique
- Le Fantôme d'Alger
- La Fée Carabosse ou le Poignard fatal
- La Galerie sens dessus-dessous
- L'honneur est satisfait
- L'Hôtel des voyageurs de commerce
- Les Incendiaires ou Histoire d'un crime
- Jack le ramoneur
- Le Maestro Do-mi-sol-do
- La Magie à travers les âges
- Les Quatre Cents Farces du diable
- Le Rastaquouère Rodriguez y Papanagaz
- Robert Macaire et Bertrand, les rois des cambrioleurs
- Une chute de cinq étages

### 1907
- Ali Barbouyou et Ali Bouf à l'huile
- Bernard le bûcheron
- Boulangerie modèle
- Le Carton fantastique
- La Colle universelle
- La Cuisine de l'ogre
- Le Délirium tremens
- La Douche d'eau bouillante
- L'Éclipse du soleil en pleine lune
- François Ier et Triboulet
- Les Fromages automobiles
- Hamlet
- La Marche funèbre de Chopin
- Le Mariage de Victorine
- La Mort de Jules César
- Le Nouveau Seigneur du village
- La Nouvelle Peine de mort
- Nuit de carnaval
- Pauvre John ou les Aventures d'un buveur de whiskey
- La Perle des servantes
- Le Placard infernal
- La Prophétesse de Thèbes
- Robert Macaire et Bertrand, les rois des cambrioleurs
- Satan en prison
- Seek and Thou Shalt Find
- The Story of Eggs
- Torches humaines
- Le Tunnel sous la Manche ou le Cauchemar franco-anglais
- Deux cents milles sous les mers ou le Cauchemar du pêcheur

### 1908
- L'Acteur en retard
- L'Agent gelé
- Amour et Mélasse
- Anaïc ou le Balafré
- L'Ascension de la rosière
- The Hotel Mix-Up ou At the Hotel Mix-Up[1]
- Au pays des jouets
- L'Avare
- La Bonne Bergère et la Méchante Princesse
- Ce qui arrive à un petit malin de peintre
- La Civilisation à travers les âges
- Le Conseil du pipelet ou Un tour à la foire
- Le Crime de la rue du Cherche-Midi à quatorze heures
- Épreuves ou les Malheurs d'un savetier
- Le Fabricant de diamants
- Le Fakir de Singapour
- La Fée libellule
- Le Fils du sonneur
- La Fontaine merveilleuse
- The Forester's Remedy[1]
- French Interpreter Policeman[1]
- Le Génie du feu
- Hallucinations pharmaceutiques ou le Truc du potard
- Hypnotist's Revenge[1]
- Il y a un dieu pour les ivrognes
- Le Jugement du garde-champêtre
- Lully ou le Violon brisé
- The Magic of Catchy Songs[1]
- La Main secourable
- Mariage de raison et mariage d'amour
- Le Mariage de Thomas Poirot
- Moitié de polka
- Sortie sans permission
- On ne badine pas avec l'amour
- Oriental Black Art[1]
- Photographie électrique à distance
- Pochardiana ou le Rêveur éveillé
- Poupée vivante
- Pour les p'tiots
- Pour l'étoile SVP
- Quiproquo
- Le Raid Paris-New York en automobile
- Le Rêve d'un fumeur d'opium
- Rivalité d'amour, grande scène dramatique catalane
- Salon de coiffure
- Le Serpent de la rue de la Lune
- Le Tambourin fantastique
- Tartarin de Tarascon
- The Duke's Good Joke
- Les Malheurs d'un photographe
- The Woes of Roller Skates[1]
- La Toile d'araignée merveilleuse
- Le Trait d'union
- Trop vieux !
- Two Crazy Bugs[1]
- Voyage de noces en ballon

### 1909
- Don Quichotte
- La Gigue merveilleuse
- Le Locataire diabolique
- Le Mousquetaire de la reine
- Le Papillon fantastique

## Années 1910

### 1910
- Apparitions fantômatiques
- Le Conte du vieux talute
- Fin de réveillon
- Guérison de l'obésité en 5 minutes
- L'Homme aux mille inventions
- Hydrothérapie fantastique
- Les Illusions fantaisistes
- Les Sept Barres d'or
- Si j'étais le roi
- Un homme comme il faut
- Le Vitrail diabolique

### 1911
- Les Hallucinations du baron de Münchhausen
- The Mission Waif
- The Ranchman's Debt of Honor
- The Stolen Grey
- Tommy's Rocking Horse

### 1912
- Cendrillon ou la Pantoufle mystérieuse
- Le Chevalier des neiges
- À la conquête du pôle

### 1913
- Le Voyage de la famille Bourrichon (dernier film de Méliès)